# Западня, Артур Владимирович
Артур Владимирович Западня (укр. Артур Володимирович Западня; род. 4 июня 1990, Першотравенск, Днепропетровская область) — украинский футболист, защитник.

## Биография

### Клубная карьера
В ДЮФЛ выступал за «Волынь», «Нафком-БВУФК», «Монолит» (Ильичёвск). Летом 2008 года перешёл в мариупольский «Ильичёвец». В Премьер-лиге дебютировал 9 мая 2009 года в матче против криворожского «Кривбасса» (2:0).
27 июня 2019 года подписал контракт с «Десной» сроком на 2 года

### Карьера в сборной
В августе 2009 года он был вызван в молодёжную сборную Украины U-21 Павлом Яковенко на турнир памяти Валерия Лобановского.